# (54520) 2000 PJ30
(54520) 2000 PJ30, também escrito como (54520) 2000 PJ30, é um objeto transnetuniano que é classificado como um centauro, em uma forma estendida de centauro.

## Características
(54520) 2000 PJ30 tem uma magnitude absoluta (H) de 8 e possui um diâmetro com cerca de 111 km.

## Órbita
A órbita de (54520) 2000 PJ30 tem um semieixo maior de 121.532 UA, o seu periélio leva o mesmo a 328.551 UA em relação ao Sol e o seu afélio tem uma distância de 214.513 UA do Sol. Ele tem uma excentricidade orbital de 0.765 e uma inclinação orbital de 5.7.